# Ceratoplax
Ceratoplax is een geslacht van kreeftachtigen uit de klasse van de Malacostraca (hogere kreeftachtigen).

## Soorten
- Ceratoplax ciliata Stimpson, 1858
- Ceratoplax fulgida Rathbun, 1914
- Ceratoplax glaberrima (Haswell, 1881)
- Ceratoplax hispida Alcock, 1900
- Ceratoplax inermis (Haswell, 1881)
- Ceratoplax laevimarginata (Yokoya, 1933)
- Ceratoplax lutea (McNeill, 1929)
- Ceratoplax truncatifrons Rathbun, 1914